# Wai t'auw
De Wai t'auw zijn een Han-Chinees volk in de New Territories, Hongkong en in Shenzhen, Volksrepubliek China. Bijna alle Wai t'auw-Kantonezen spreken en verstaan hun eigen dialect, het Wai t'auw waa.

## Geschiedenis van het volk
Er is niet veel bekend over het ontstaan van de volk. Wel is bekend dat dit volk al meer dan duizend jaar in Hongkong woont. En daarom worden ze gezien als een van de vier volkeren in Hongkong die beschouwd worden als de autochtone Hongkongers. Zij woonden in Hongkong, al voor dat de Britten het gebied als kolonie inlijfde. Door de bestempeling autochtoon, hebben zij speciale grondrechten. Zo mogen Wai t'auw jongens vanaf hun 18e een ting ngok bouwen. Meisjes mogen dat niet, ook al zijn ze 18 of ouder. Deze ting ngoks worden altijd op hun vooroudergrond gebouwd. Deze grond was vroeger gekocht door een van hun voorouders en zijn hebben recht op dat stukje grond door het erfrecht.

## Cultuur

### Taal
De Waitau spreken een dialect dat lijkt op het Dapenghua, Hongkong-Hakka en het Bao'an-Kantonees.

### Rol van man en vrouw
Mannen waren vroeger belangrijker dan vrouwen, daarom werd er vroeger bij zwangerschappen altijd gehoopt op jongens in plaats van meisjes. Deze cultuur bestaat nu nog steeds. Vrouwen zijn minderwaardig en krijgen ook geen erfenis als ze getrouwd zijn. In sommige dorpen krijgen vrouwen helemaal geen erfenis, ook al ze getrouwd zijn.

### Feestelijkheden
In sommige Waitau-dorpen worden er om de vijftig jaar feesten (M Sap Nien Taai Seung) gehouden. Omdat het om de vijftig jaar gebeurt, komen er zeer veel mensen terug naar hun jiaxiang. Dit wordt ook wel taipingqingjiao genoemd. Dit religieuze feest en ritueel verschilt per dorp.

### Kookkultuur
De Waitau keuken bestaat is beroemd in Hongkong en in gebieden buiten China met veel Waitau mensen. Op hoogfeesten als offeringsdagen aan de voorouders wordt zeer veel gekookt waarbij de hele familie (hierbij wordt volgens Chinees oogpunt gekeken op verwanten die zes generaties daarvoor dezelfde voorouder hebben) bijeenkomt om te eten. Zo wordt er p'oen tsooi gekookt. Dat is een traditionele stoommaaltijd, waarbij allerlei voedsel gestoomd wordt in een grote wok. Andere specialiteiten zijn de zoete nagerechten en hapjes die gemaakt zijn van rijstemeel, in vele varianten.

## Woongebied van de Waitau
De meeste Waitau wonen in New Territories. Vele andere Waitau wonen in Shenzhen, Nederland en Verenigd Koninkrijk. De Waitau konden eerder een Brits paspoort krijgen dan mensen uit Hongkong Island, dat komt doordat de meeste Waitau in New Territories in de jaren 60 en 70 van de twintigste eeuw werkloos waren. Veel snackbars en Chinese restaurants in het Verenigd Koninkrijk zijn geopend door de Waitau en de Hakka uit New Territories.